# 天主教卡利總教區
天主教卡利總教區（拉丁語：Arcidioecesis Caliensis）是哥倫比亞一個羅馬天主教總教區，下轄四個教區。
教區成立於1910年6月7日，1964年6月20日升為總教區並易名至今。
教區包括考卡山谷省中部五市，2006年有教友2,215,000人，佔轄區總人口85.0%。教區下轄138個堂區，有309名司鐸。現任教區總主教為達里奧·德赫蘇斯·蒙薩爾韋·梅希亞。